# Hans-Jörg Jenewein

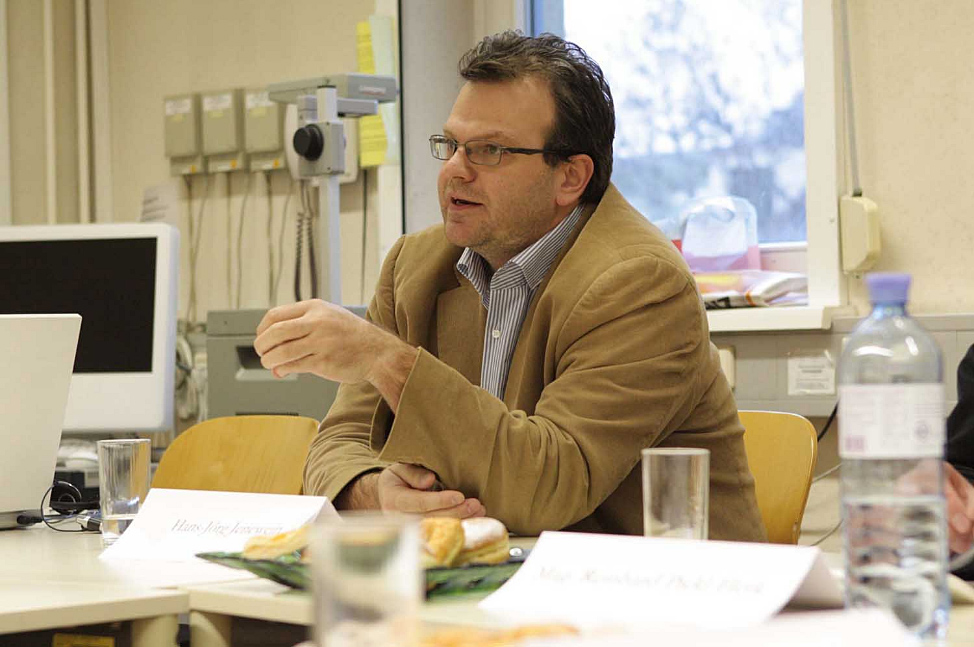
Hans-Jörg Jenewein (2012)

Hans-Jörg Jenewein (* 12. Juni 1974 in Wien) ist ein ehemaliger österreichischer Politiker (damals FPÖ). Jenewein war vom 29. Oktober 2013 bis zum 8. November 2017 vom Wiener Landtag entsandtes Mitglied des österreichischen Bundesrats. Bereits zuvor war er von 2010 bis 2013 Bundesratsmitglied gewesen, ehe er vom 1. Juli bis zum 28. Oktober 2013 kurzzeitig Abgeordneter zum Nationalrat wurde. Vom 9. November 2017 bis zum 22. Oktober 2019 war er erneut Abgeordneter zum Nationalrat.

## Leben und Wirken

### Ausbildung
Jenewein stammt aus einer „FPÖ-Familie“. Er absolvierte in der österreichischen Hauptstadt die Volksschule und besuchte eine allgemeinbildende höhere Schule (AHS). Anschließend daran besuchte er – mit zwanzig Jahren – von 1994 bis 1996 die Humboldt-Maturaschule. Von 1997 bis 2000 studierte Jenewein Publizistik und Politikwissenschaften an der Universität Wien. Er ist Alter Herr der Wiener pennalen Burschenschaft Nibelungia, einer deutschnationalen Mittelschulverbindung.

### Politische Tätigkeit
Erstmals politisch tätig wurde Hans-Jörg Jenewein im Jahr 1995, als er für die Freiheitliche Partei Österreichs zum Bezirksrat im 5. Wiener Gemeindebezirk Margareten gewählt wurde. Von 2000 bis 2006 war Jenewein als Pressereferent der FPÖ Wien auch beruflich in der Politik tätig, ab 2006 war er sowohl Leiter der Pressestelle als auch Landesparteisekretär der FPÖ Wien. Ebenfalls ab 2006 war er Bezirksparteiobmann der FPÖ in Margareten sowie Mitglied des FPÖ-Landesparteivorstands Wien. Nachdem die FPÖ bei der Landtags- und Gemeinderatswahl in Wien 2010 zweitstärkste Kraft im Wiener Landtag und Gemeinderat geworden war und damit drei der elf vom Wiener Landtag zu entsendenden Mitglieder des Bundesrats vorschlagen konnte, wurde Hans-Jörg Jenewein am 25. November 2010 vom Wiener Landtag in den Bundesrat entsandt.
Das Bundesratsmandat hatte Jenewein zunächst bis zum Ausscheiden seines Parteikollegen Peter Fichtenbauer aus dem Nationalrat inne. Nachdem dieser als Volksanwalt gewählt worden war und auf sein Nationalratsmandat verzichtet hatte, rückte Andreas Karlsböck auf seinen Platz auf der Regionalliste Wien-Süd nach. Da Karlsböck bereits zuvor über die Landesliste Wien Abgeordneter zum Nationalrat gewesen war, konnte Jenewein in der Folge auf dessen freigewordenes Mandat der Landesliste nachrücken und wurde am 1. Juli 2013 als Nationalratsabgeordneter angelobt.
Seine kurze Amtszeit als Abgeordneter zum Nationalrat endete bereits am 28. Oktober 2013, als er nach der Nationalratswahl das Mandat auf der Landesliste abtreten musste und in der Folge zurück in den Bundesrat wechselte, wo er Herbert Madejski, der seinerseits im Juli das Wiener Bundesratsmandat von Jenewein übernommen hatte, ablöste.
Ab der Nationalratswahl 2017 war er wieder Abgeordneter zum Nationalrat. Im Juli 2019 folgte er Walter Rosenkranz als Sicherheitssprecher im Freiheitlichen Parlamentsklub nach. Nach der Nationalratswahl 2019 schied er aus dem Nationalrat aus.
Wenige Tage nachdem er aus dem Parlamentsklub der FPÖ entlassen worden war, trat er am 5. August 2022 aufgrund von innerparteilichen Streitigkeiten und einer Hausdurchsuchung in der Causa Ott aus der FPÖ aus. Im Zuge dieser Hausdurchsuchung wurde als Zufallsfund auf einem Handy Jeneweins auch ein Entwurf für eine Anzeige gegen die FPÖ Wien gefunden.
Nach der Nationalratswahl 2024 wurde er in der XXVIII. Gesetzgebungsperiode parlamentarischer Mitarbeiter für den FPÖ-Nationalratsabgeordneten Hermann Brückl.

### Verhältnis zum Rechtsextremismus und Kontroversen
Jenewein gehörte bis zu seinem Austritt „zum rechten Rand der FPÖ“. Er ist seit 2003 im laut Dokumentationsarchiv des österreichischen Widerstandes rechtsextremen Verein zur Pflege des Grabes des Wehrmacht-Kampffliegers und Nationalsozialisten Walter Nowotny tätig. Bis 2008 war er Präsident des Vereins für Bürgerinformationen.
Im Jahr 2008 hielt Jenewein bei einer Veranstaltung der rechtsextremen Arbeitsgemeinschaft für demokratische Politik einen Vortrag mit dem Titel „Die Rechte in Österreich nach der Wahl 2008“. Von der Zeitung „Falter“ darauf angesprochen, meinte Jenewein im selben Jahr, dass ihn die Einschätzung des Verfassungsschutzes, wonach die AFP eine „ausgeprägte Affinität zum Nationalsozialismus“ aufweise, nicht tangiere: „Ich habe dort durch die Bank normale Menschen kennengelernt, die mit Messer und Gabel essen.“ Im Falle einer neuerlichen Einladung würde er „wieder hinfahren“. 2014 bestätigte das Oberlandesgericht Wien eine Verurteilung der FPÖ wegen übler Nachrede: Jenewein hatte im März 2012 behauptet, Alexander Pollak von SOS Mitmensch verkehre in „potenziell gewalttätigen Kreisen“.
Die ORF-Sendung „Report“ berichtete in ihrem Beitrag „Blaue Freunde“ im November 2014, Jenewein habe mit seiner Facebook-Kennung ein Posting gelikt, in dem zum Boykott muslimischer Geschäfte aufgerufen wird. Im Juli 2024 wurde Jenewein wegen Datenfälschung in Zusammenhang mit Covid-Testzertifikaten (im Dezember 2024 rechtskräftig bestätigt) zu einer Geldstrafe verurteilt.

## BVT-Affäre
Der Österreichische Rundfunk meldete am 11. September 2021, dass im Zusammenhang mit der BVT-Affäre rund um die angebliche Weitergabe von Daten durch einen Mitarbeiter des Bundesamts für Verfassungsschutz und Terrorismusbekämpfung (BVT) es bei Hans-Jörg Jenewein eine Hausdurchsuchung gab. Jenewein sei im BVT-Untersuchungsausschuss einer der schärfsten Kritiker der Zustände im Verfassungsschutz gewesen und habe vehement Ex-Innenminister Herbert Kickl (FPÖ) verteidigt. Die Hausdurchsuchung soll wegen des Verdachts auf illegale Informationsflüsse aus dem Verfassungsschutz erfolgt sein. Dabei wurden zahlreiche USB-Sticks, Ordner, Smartphones und andere IT-Geräte beschlagnahmt. Jenewein werde vorgeworfen, einen langjährigen Verfassungsschützer zum Amtsmissbrauch angestiftet zu haben. Beide weisen dies zurück. Die FPÖ kritisierte diese Vorgangsweise scharf.
Am 14. April 2024 wurde bekannt, dass bei der Hausdurchsuchung auch ein Schlagring, Munitionsteile und Handyfotos mit NS-Bezug, die laut Akt „eindeutig nationalsozialistische Gesinnung erkennen lassen“, bei ihm gefunden wurden.
Im August 2024 brachte die Staatsanwaltschaft Wien eine Klage gegen Jenewein und den früheren BVT-Mitarbeiter Egisto Ott wegen des Vorwurfs der Verletzung des Amtsgeheimnisses ein.
Im Dezember 2024 erhob die Staatsanwaltschaft Wien Anklage gegen Hans-Jörg Jenewein wegen Missbrauchs der Amtsgewalt als Bestimmungstäter sowie eine weitere Person als unmittelbare Täterin.

## Privates
Seine ältere Schwester ist die Politikerin Dagmar Belakowitsch (* 1968).

## Veröffentlichungen
- Der schwarze Faden. Freilich Verlag, Graz 2021, ISBN 978-3-200-08015-7.
- Politischer Wandel am Beispiel Österreich: der Paradigmenwechsel der representativen Demokratie in Österreich von der Postmoderne in die postindutrialisierte Postmoderne. Hochschulschrift. FH Campus Wien. 2016. (online)